# Petra Schulz
Petra Schulz (* 1956 in Potsdam) ist eine deutsche evangelische Theologin und Hochschullehrerin.

## Leben
Von 1975 bis 1981 studierte sie evangelische Theologie in Göttingen (1981 erstes theologisches Examen). Nach dem Vikariat von 1982 bis 1984 in einer Gemeinde und an einer berufsbildenden Schule legte sie 1984 das zweite theologische Examen ab. Nach der Ordination 1986 war sie von 1985 bis 1994 Schulpfarrerin an den Berufsbildenden Schulen I in Osterode am Harz. Nach der Promotion 1993 (Dr. phil.) an der Universität Göttingen ist sie seit 1995 Akademische Rätin an der Theologischen Fakultät der Universität Rostock im Fachgebiet Religionspädagogik. Nach der Habilitation (Dr. theol. habil.) 2004 mit einer Arbeit zur phänomenologisch orientierten Religionspädagogik ist sie seit 2005
Privatdozentin und seit 2015 außerplanmäßige Professorin.

## Schriften (Auswahl)
- Versuche dialogischen Denkens in einer feministisch orientierten religionspädagogischen Praxis. Frankfurt am Main 1994, ISBN 3-631-47319-2.
- Sich etwas von sich selbst her zeigen lassen. Ein Beitrag zur didaktischen Theorie phänomenologisch orientierter Religionspädagogik. Münster 2005, ISBN 3-8258-8962-9.
- mit Rebekka Malter: Schräge Perspektiven. Unterrichtscollagen im Spannungsfeld von Theologie, Literatur und Alltagswelt. Neukirchen-Vluyn 2006, ISBN 3-7975-0124-2.
- mit Peter Biehl: Autobiographische Miniaturen. Ein Beitrag zur kommunikativen Religionspädagogik. Lebenswege – Denkwege – Leidenswege. Jena 2006, ISBN 3-938203-34-X.